# Baloncesto en los Juegos Europeos de Cracovia 2023
El baloncesto en los III Juegos Europeos se realizó en la Arena Cracovia de Cracovia (Polonia) del 21 al 24 de junio de 2023.
Furon disputados en este deporte dos torneos diferentes de baloncesto 3x3, el masculino y el femenino.

## Medallistas
| Evento                  | Oro      | Plata   | Bronce  |
| ----------------------- | -------- | ------- | ------- |
| Masculino (24 de junio) | Letonia  | Bélgica | Polonia |
| Femenino (24 de junio)  | Lituania | Francia | España  |

## Medallero
| Núm. | País     | Oro | Plata | Bronce | Total |
| ---- | -------- | --- | ----- | ------ | ----- |
| 1    | Letonia  | 1   | 0     | 0      | 1     |
| 1    | Lituania | 1   | 0     | 0      | 1     |
| 3    | Bélgica  | 0   | 1     | 0      | 1     |
| 3    | Francia  | 0   | 1     | 0      | 1     |
| 5    | España   | 0   | 0     | 1      | 1     |
| 5    | Polonia  | 0   | 0     | 1      | 1     |
|      | TOTAL    | 2   | 2     | 2      | 6     |